# Amón (reino)

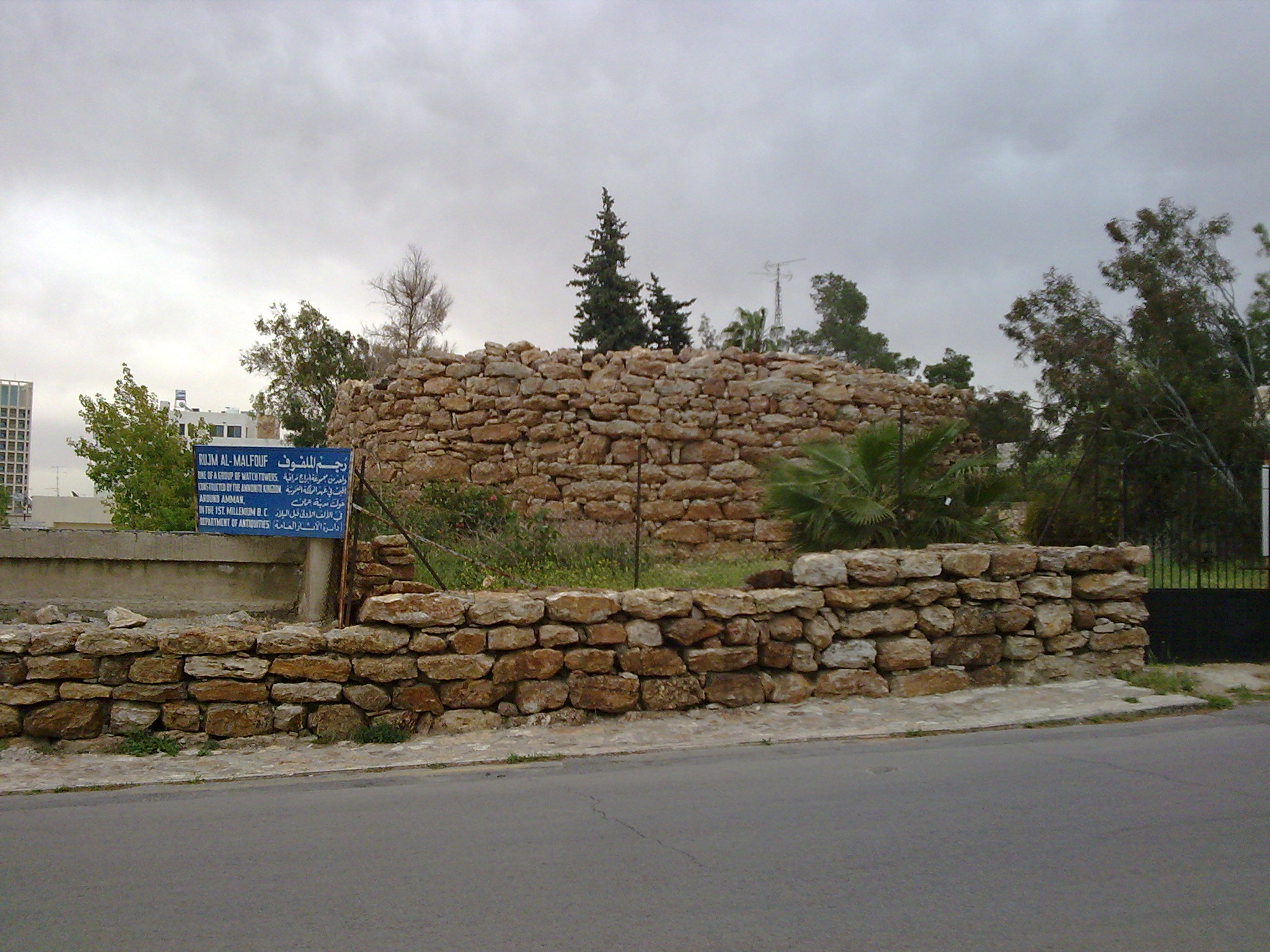
Una torre de vigilancia amonita en Rujm Al-Malfouf en Ammán

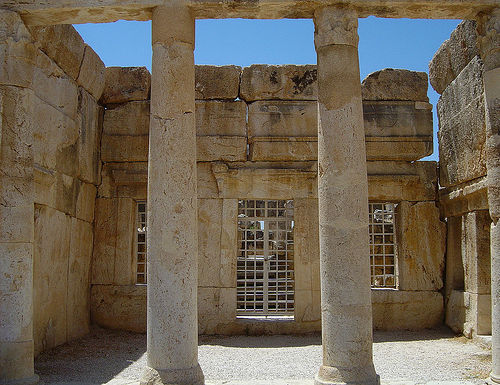
Qasr Al Abd fue construido por el gobernador de Amón en el año 200 a. C.

Ammon ( /ˈæmən/; Amonita: 𐤏𐤌𐤍 ʻAmān; עַמּוֹן «ʻAmmōn»; عمّون) fue un antiguo reino de habla semítica que ocupaba el este del río Jordán, entre los valles torrenciales del Arnón y el Jaboc, en la actual Jordania. La principal ciudad del país era «Rabbah» o «Rabbat Ammon», donde se encuentra la moderna ciudad de Ammán, capital de Jordania. Milcom y Molech aparecen en la Biblia hebrea como los dioses de Amón. Los habitantes de este reino se denominan «hijos de Amón» o «amonitas».

## Historia

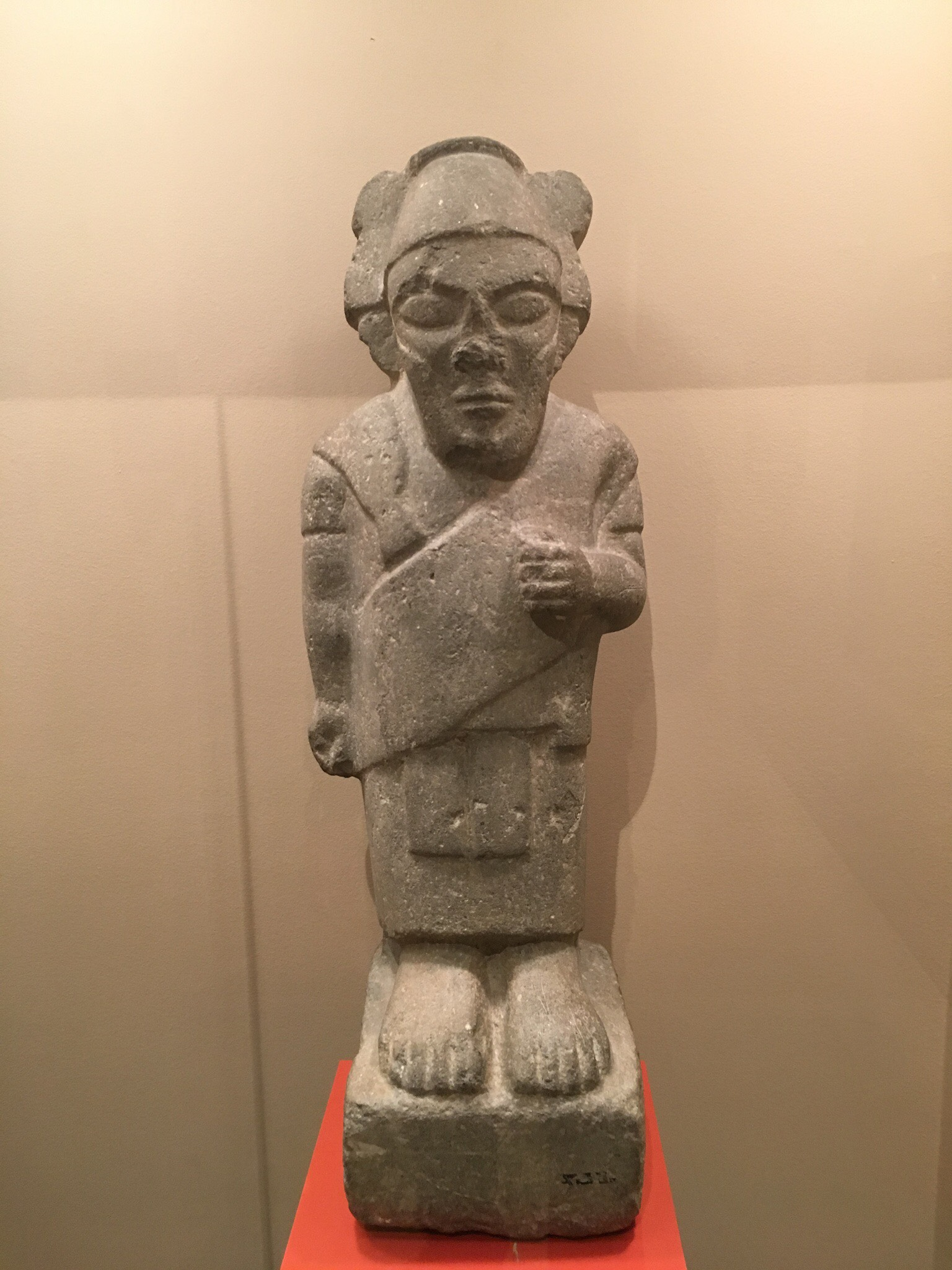
Estatua de un rey amonita deificado expuesta en el Museo de Jordania. La estatua fue encontrada cerca de la Ciudadela de Amán y se cree que data del siglo VIII a. C.

Los amonitas ocuparon la parte norte de la meseta central transjordana desde finales del segundo milenio a. C. hasta al menos el siglo II d. C.
Ammón mantuvo su independencia del Imperio neoasirio (siglos X-VII a. C.) rindiendo tributo a los reyes asirios en una época en la que ese imperio atacaba o conquistaba reinos cercanos. El Monolito de Kurkh enumera al ejército del rey amonita Baasa ben Ruhubi como luchando junto a Ajab del Israel y aliados sirios contra Shalmaneser III en la Batalla de Qarqar en el 853 a. C., posiblemente como vasallos de Hadadezer, el rey arameo de Aram-Damasco. En 734 a. C., el rey amonita Sanipu era vasallo de Tiglatpileser III de Asiria, y el sucesor de Sanipu, Pudu-ilu, ocupó el mismo cargo bajo Senaquerib (705-681) y Asaradón (681-669). Existe una lista de tributos asirios de este período, que muestra que Amón pagó una quinta parte del tributo que pagó Judá.
Algo más tarde, el rey amonita Amminadab I (fl.  650 a. C.) fue uno de los tributarios que sufrieron en el transcurso de la gran campaña árabe de Asurbanipal. Otros reyes atestiguados en fuentes contemporáneas son Barachel (atestiguado en varios sellos contemporáneos) y Hissalel; Hissalel reinó alrededor del 620 a. C. y se le menciona en una inscripción en una botella de bronce encontrada en Tel Siran, en la actual Ammán, junto con su hijo, el rey Amminadab II, que reinó alrededor del año 600 a. C.
La arqueología y la historia indican que Amón floreció durante el período del Imperio neobabilónico (626 a 539 a. C.). Esto contradice la opinión, dominante durante décadas, de que Transjordania fue destruida por Nabucodonosor II, o sufrió un rápido declive tras la destrucción de Judá por ese rey. Las pruebas más recientes sugieren que Amón disfrutó de continuidad desde el período neobabilónico hasta el período persa (550 a. C. - 330 a. C.). Una de las razones es que Amón se convirtió en una provincia babilónica, poco después de ser devastada por Nabucodonosor II en el año 580 a. C. 
En los relatos del Libro I de los Macabeos, se señala que los amonitas y sus tribus vecinas se resistieron al resurgimiento del poder judío bajo el mando de Judas Macabeo en el período comprendido entre el 167 y el 160 a. C.  La dinastía de los Hyrcanus fundó Qasr Al Abd, y era descendiente de la dinastía seléucida de Tobías, a quien Nehemías menciona en el siglo V a. C. como un amonita (ii. 19) del distrito de Jordania oriental.
Por la conquista romana del Levante por parte de Pompeyo en el 63 a. C., Amón perdió su identidad distintiva a través de la asimilación. 
Sin embargo, la última mención de los amonitas aparece en el Diálogo con Trifón de Justino Mártir (párrafo 119), en el siglo II d. C.; Justino afirma que seguían siendo un pueblo numeroso. Ref. />

## Relato bíblico

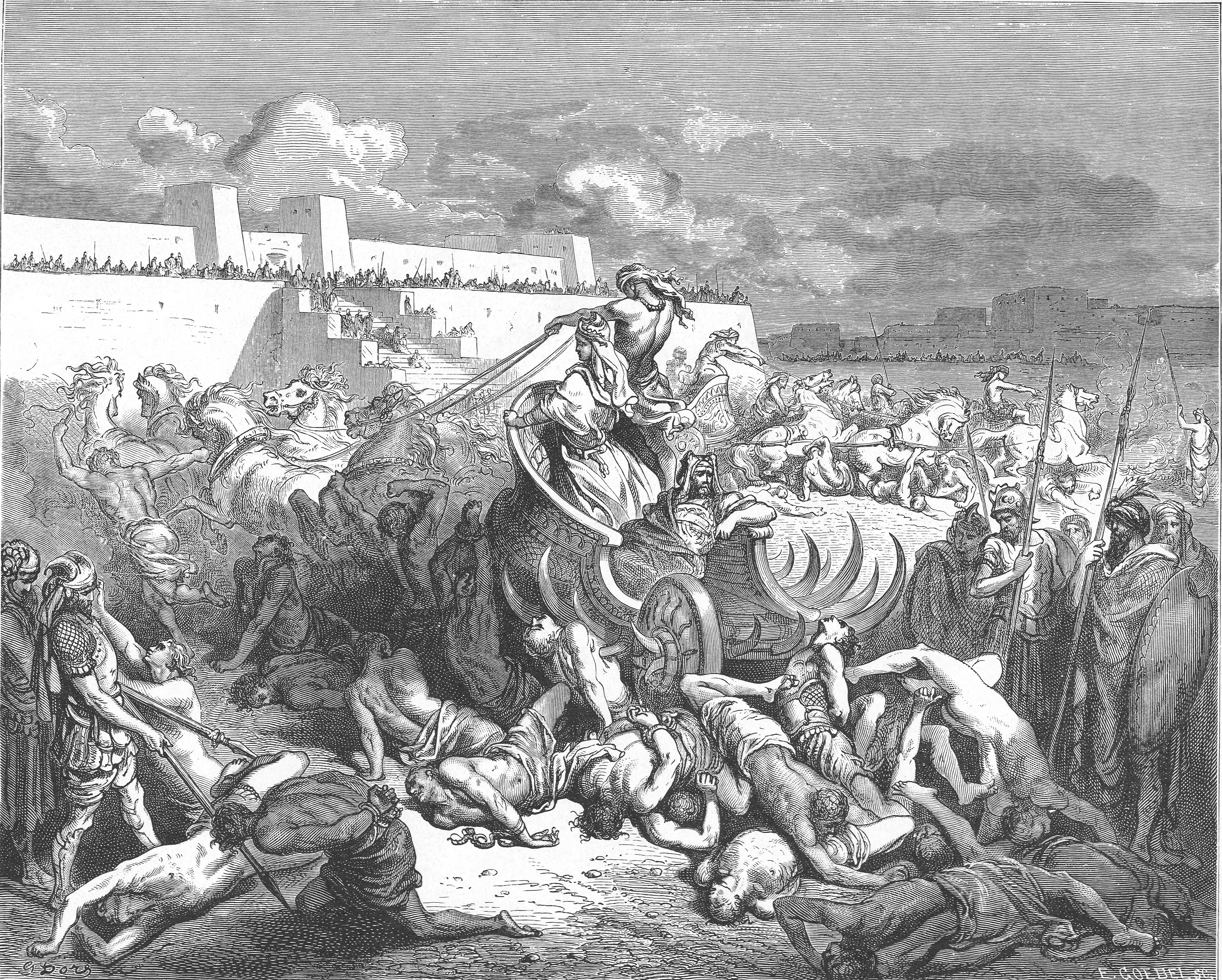
David castigando a los amonitas, por Gustave Doré

La primera mención de los amonitas en la Biblia hebrea se encuentra en Génesis 19:37-38. Allí se afirma que descendían de Ben-Ammi, un hijo de Lot con su hija menor, que conspiró con su hermana para embriagar a Lot y, en su estado de ebriedad, tener relaciones sexuales con él para quedarse embarazada. Ben-Ammi significa literalmente «hijo de mi pueblo». Tras la destrucción de Sodoma y Gomorra, las hijas de Lot conspiraron para concebir y dar a luz a Amón y a su medio hermano, Moab.
Los amonitas se establecieron al este del Jordán, invadiendo las tierras de los refaim al este del Jordán, entre el Yabboq y el Arnon, desposeyéndolos y habitando en su lugar. Su territorio comprendía originalmente todo desde el Jordán hasta el desierto, y desde el río Yabboq al sur hasta el río Arnon. Se consideraba una tierra de gigantes; y que en ella vivían antiguamente gigantes, a los que los amonitas llamaban Zamzummim.
Poco antes del Éxodo de los israelitas, los amorreos al oeste del Jordán, bajo el mando del rey Sijón, invadieron y ocuparon una gran parte del territorio de Moab y Amón. Los amonitas fueron expulsados de las ricas tierras cercanas al Jordán y se retiraron a las montañas y valles del este. La invasión de los amorreos creó una cuña y separó los dos reinos de Amón y Moab.
A lo largo de la Biblia, los amonitas y los israelitas son retratados como antagonistas mutuos. Durante el Éxodo, los amonitas prohibieron a los israelitas pasar por sus tierras. Este maltrato es una de las razones por las que la Torá prohíbe a las mujeres judías casarse con hombres amonitas. 
En tiempos de Jueces, los amonitas se aliaron con Eglón de Moab para atacar a Israel. Los amonitas mantuvieron su reivindicación de parte de Transjordania, después de que fuera ocupada por los israelitas que la obtuvieron de Sijón. Durante los días de Jefté, los amonitas ocuparon las tierras al este del río Jordán y comenzaron a invadir las tierras israelitas al oeste del río. Jefté se convirtió en el líder de la resistencia a estas incursiones.
El constante acoso de las comunidades israelitas al este del Jordán por parte de los amonitas fue el impulso que llevó a la unificación de las tribus bajo el mando de Saúl. El rey Nahas de Amón (c. 1010 – 990 a. C.) sitió Jabes de Galaad. Nahash aparece de repente como el atacante de Jabesh-Galaad, que se encontraba fuera del territorio que él reclamaba. Tras someter a los ocupantes a un asedio, la población buscó condiciones para la rendición y Nahash les dijo que tenían la opción de morir (por la espada) o que les sacaran los ojos derechos. La población obtuvo siete días de gracia de Nahash, durante los cuales se les permitiría buscar ayuda de los israelitas, después de lo cual tendrían que someterse a los términos de la rendición. Los ocupantes buscaron la ayuda del pueblo de Israel, enviando mensajeros por todo el territorio, y Saúl, un pastor en ese momento, respondió levantando un ejército que derrotó decisivamente a Nahash y sus cohortes en Bet-ezel.
Los términos extrañamente crueles dados por Nabucodonosor para la rendición fueron explicados por Josefo como la «práctica habitual» de Nabucodonosor. Una explicación más completa salió a la luz con el descubrimiento de los Rollos del Mar Muerto: aunque no está presente ni en la Septuaginta ni en el texto masorético, se encontró un pasaje introductorio, que precede a esta narración, en una copia de los Libros de Samuel entre los rollos encontrados en la Cueva 4 de Qumrán:

[N]ahash, rey de los amonitas, presionaría duramente a los descendientes de Gad y a los descendientes de Rubén y les sacaría el ojo derecho a todos, pero no se proporcionó ningún res(catador) para Israel y no quedó nadie entre los hijos de Israel en el Tr(ans Jordán) a quien Nahash, el rey de los amonitas, no le arrancara el ojo derecho, sino que siete mil hombres (escaparon del poder de) los amonitas y llegaron a (Ya)besh Galaad. Aproximadamente un mes después, Nahash el amonita subió y sitió a Jabesh-Galaad.

Esto condujo finalmente a una alianza con Saúl. Bajo su mando, los israelitas levantaron el sitio y derrotaron al rey amonita, lo que finalmente dio lugar a la formación del reino israelita.
Durante el reinado del rey David, los amonitas humillaron a los mensajeros de David y contrataron a los ejércitos arameos para atacar Israel. Esto acabó en una guerra y un asedio de un año a Rabá, la capital de Amón. La guerra terminó con la conquista y el saqueo de todas las ciudades amonitas, y con la muerte o el trabajo forzado de sus habitantes por orden de David.
Según 1 Reyes 14:21-31 y 2 Crónicas 12:13, Naamah era amonita. Fue la única esposa del rey Salomón que se menciona por su nombre en el Tanaj como madre de un hijo. Fue la madre del sucesor de Salomón, Roboam.
Cuando los arameos de la ciudad-estado de Damasco privaron al Reino de Israel de sus posesiones al este del Jordán, los amonitas se aliaron con Ben-hadad, y un contingente de 1000 de ellos sirvió como aliado de Siria en la gran batalla de los arameos y asirios en Qarqar en el año 854 a. C. durante el reinado de Salmanasar III.
Los amonitas, moabitas y meonitas formaron una coalición contra Josafat de Judá. La coalición se sumió más tarde en la confusión, y los ejércitos se masacraron unos a otros.. Fueron sometidos y pagaron tributo a Jotam.
Después de someterse a Tiglat-Pileser III, fueron tributarios del Imperio neoasirio. Se unieron al levantamiento general que tuvo lugar bajo el mandato de Senaquerib; pero se sometieron y luego se convirtieron en tributarios durante el reinado de Asaradón. Su hostilidad hacia Judá se muestra en su unión con los caldeos para destruirla. Su crueldad es denunciada por el profeta Amós y su destrucción (con su regreso en el futuro) por Jeremías; Ezequiel; y Sofonías. Su asesinato de Gedalías fue un acto cobarde. Es posible que recuperaran su antiguo territorio cuando Tiglat-pileser llevó a los israelitas al este del Jordán en cautiverio.
Tobías el amonita se unió a Sambalat para oponerse a Nehemías, y su oposición a los judíos no cesó con el establecimiento de estos últimos en Judea.
Los amonitas representaban un grave problema para los fariseos porque en los tiempos de Nehemías se habían celebrado muchos matrimonios entre hombres israelitas y mujeres amonitas (y moabitas). Los hombres se habían casado con mujeres de varias naciones sin convertirse, por lo que los hijos no eran judíos. También se unieron a los sirios en sus guerras con los macabeos y fueron derrotados por Judas. Los «hijos de Amón» estarían sujetos a Israel durante el tiempo del gobierno del Mesías según el profeta Isaías (Isaías 11:14). El libro de Sofonías afirma que Mab será como Sodoma y los hijos de Amón como Gomorra, tierra cubierta de hierba y llena de minas de sal, y una desolación permanente. (Sofonías 2:9).

### Interpretación moderna
La narración bíblica se ha considerado tradicionalmente un hecho literal, pero ahora se interpreta generalmente como el registro de una burda ironía popular mediante la cual los israelitas expresaban su repugnancia por la moralidad de los moabitas y amonitas. Sin embargo, se ha dudado de que los israelitas dirigieran tal ironía al propio Lot,  En particular, porque el incesto no estaba explícitamente prohibido ni estigmatizado hasta el Libro del Levítico, es decir, siglos después de la época de Abraham y Lot.